# Francesco Felice Alberti d’Enno
Francesco Felice Alberti d’Enno (* 4. Oktober 1701 in Trient; † 31. Dezember 1762 ebenda) war von 1758 bis 1762 Fürstbischof von Trient.

## Herkunft
Francesco Felice Alberti d’Enno wurde 1701 in Trient als Sohn des Schlosshauptmanns von Levico und Pergine Gervasio Alberti d’Enno und der Barbara Gräfin von Bertolazzi geboren. Die Familie Alberti d’Enno stammte aus Denno im Val di Non und wurde 1714 in den Reichsgrafenstand erhoben. Der Trienter Bischof Giuseppe Vittorio Alberti d’Enno war ein Großonkel von Francesco Felice.

## Wirken
Alberti d’Enno studierte von 1720 bis 1724 am Collegium Germanicum in Rom. Er folgte seinem Onkel 1724 als Domkapitular in Trient und erhielt 1726 die Priesterweihe. Er publizierte 1680 die Annalen des Bistums Trient von 1022 bis 1540. Nach dem Rücktritt von Leopold Ernst von Firmian als Koadjutor des Bistums Trient wurde Francesco Felice am 6. März 1756 vom Domkapitel zum Koadjutor mit Nachfolgerecht gewählt. Am 26. Juli erhielt er die päpstliche Bestätigung und das Titularbistum Miletopolis. Er ergriff am 25. Oktober Besitz von seinem Bistum und wurde am 14. November 1756 zum Bischof geweiht.
Er machte als Koadjutor einige Maßnahmen seines Vorgängers Firmian wieder rückgängig. Das Konsistorium wurde abgeschafft und 1756 durch einen Generalvikar ersetzt und dem Domkapitel wurden seine Mitbestimmungsrechte zurückgegeben. Die patrizischen Familien erhielten die Exemtion von der ordentlichen Gerichtsbarkeit zurück. Alberti d’Enno war ein Förderer des Trienter Patriziats und seiner eigenen Familie, so wurden drei Neffen, ein Vetter und ein Bruder seiner Schwägerin Mitglieder des Domkapitels.
Nach dem Tod von Bischof Dominikus Anton von Thun am 1. September 1758 folgte Alberti d’Enno. Am 27. September erhielt er von Kaiser Franz I. die Investitur. Der durch eine Stiftung von Don Lorenzo Borzi ermöglichte Neubau des Priesterseminars scheiterte am Tod des Bischofs. Die öffentliche Verbrennung der Werke von Girolamo Tartarotti führte zum Konflikt mit dessen Heimatstadt Rovereto.
1759 konnte Castel Corno im Val Lagarina dem Hochstift angeschlossen werden. Alberti d’Ennos Amtszeit war geprägt durch den Kampf um die Unabhängigkeit des Hochstifts, eine Kirchenreform wurde versäumt. Nach seinem Tod am 31. Dezember 1762 wurde er im Dom von Trient beigesetzt.